# Kabare (Sektor)
Kabare (Kinyarwanda Umurenge wa Kabare) ist einer von 12 Sektoren im Distrikt Kayonza in der Ostprovinz von Ruanda.

## Geographie
Kabare hat eine Fläche von 110,7 km² und liegt auf einer Höhe von etwa 1580 m. Der Sektor unterteilt sich in die fünf Zellen Cyarubare, Gitara, Kirehe, Rubimba und Rubumba. Nachbarsektoren sind im Norden Mwiri, im Osten Ndego, im Südosten Nasho, im Süden Rukira, im Südwesten Kibungo, im Westen Murama und im Nordwesten Rwinkwavu. Im Osten grenzt der Sektor an den Nasho-See.

## Bevölkerung
Zur Volkszählung von 2022 betrug die Einwohnerzahl 40.228. Zehn Jahre zuvor waren es 34.460, was einem jährlichen Bevölkerungszuwachs von 1,6 Prozent zwischen 2012 und 2022 entspricht.

## Verkehr
Durch den Sektor läuft die Nationalstraße 25.